# ولفنشتاین: نظام نوین
ولفنشتاین: نظام نوین (انگلیسی: Wolfenstein: The New Order) یک بازی ویدئویی در سبک تیراندازی اول شخص است که توسط بتزدا و در سال ۲۰۱۴ و در پلت‌فرم‌های پلی‌استیشن ۴، اکس‌باکس وان، اکس‌باکس ۳۶۰، پلی‌استیشن ۳ و مایکروسافت ویندوز منتشر شده‌است.

## داستان بازی
داستان در بازهٔ زمانی ۱۹۴۶ تا ۱۹۶۰ و سه سال پس از  ولفنشتاین (۲۰۰۹) دنبال می‌شود. در بازی نازی‌ها به تکنولوژی پیشرفته‌ای در جنگ‌افزارها می‌رسند و آمریکا و متحدانش را در جنگ جهانی شکست می‌دهند. OSA گروهی از نیروهایش را برای مقابله با آلمان‌های نازی که فرماندهی آنان را ویلهلم اشتراس ملقب به Death'shead بر عهده دارد می‌فرستد.
کاپیتان ویلیام. بی جی. بلازکویکز با همراهانش دست به حمله‌ای علیه نازی‌ها می‌زنند اما آلمان‌ها با تجهیزات پیشرفته و ربات‌های مکانیکی هواپیماهای آن‌ها را نابود می‌کنند و در یک جنگ شدید بلازکویکز و یارانش دستگیر می‌شوند.
اما بلازکویکز به همراه دو نفر از یارانش فرار می‌کند ولی در اثر برخورد یک تکه فلز به ناحیهٔ سر بیهوش می‌شود و به مدت چهارده سال دچار فراموشی می‌شود.
بعد از چهارده سال نیروهای آلمانی به آسایشگاه روانی که بلازکویکز در آن بستری است حمله می‌کنند و پرستاری را که از او مراقبت می‌کرد را گروگان می‌گیرند و تمام کارکنان آسایشگاه و بیماران را می‌کشند اما بلازکویکز همه چیز را به خاطر آورده و تمام سربازان را قلع و قمع می‌کند و پرستار را نجات می‌دهد.
بعد از آنکه او و پرستار با نام آنیا اولیوا از آنجا فرار می‌کنند به خانهٔ پدر بزرگ و مادر بزرگ همان پرستار می‌روند و سربازی را هم که در صندوق عقب مخفی شده بود را دستگیر می‌کنند. توسط والدین پرستار، بلازکویکز متوجه می‌شود که دوازده سال پیش آمریکا تسلیم می‌شود و در اثر بمب اتمی نازی‌ها منهتن ویران می‌شود و از بین می‌رود. همچنین جنگجویان مقاومت را نازی‌ها نیز از بین می‌برند.

اما در بازجویی از سرباز نازی سرباز می‌گوید که عده‌ای از گروه مقاومت در زندانی در برلین بازداشت شده‌اند. پس از آن بلازکویکز و آنیا به برلین سفر می‌کنند و بلازکویکز برای نجات آنان روانه می‌شود.
او یکی از یارانش (فرگوس رید یا وایات سوم. این بسته به انتخاب کاربر است) که با او از قلعه و آزمایشگاه انسانی فرار کرده بود را نجات می‌دهد و او هم بلازکویکز و پرستار را به مخفیگاه جنگجویان مقاومت راهنمایی می‌کند تا با نازی‌ها بجنگند.

## دنباله
نسخه دوم این بازی در کنفرانس E3 2017 با نام ولفنشتاین ۲: غول جدید (به انگلیسی: The New Colossus) معرفی شد که در آن آلمان نازی در آتش جنگ داخلی که گروه جنگجویان مقاومت بر پا کرده‌است می‌سوزد. همانند نسخه اول کاپیتان ویلیام بی جی بلازکویکز شخصیت اصلی بازی است که اکنون تبدیل به سربازی نیمه سایبورگ شده‌است و قدرت‌هایش افزایش پیدا کرده‌است. همچنین دیگر شخصیت‌های بازی اول مانند آنیا بلازکویکز (اولیوا)، فرگوس رید و... نیز در این نسخه حضور دارند.